# Giulio Baldigara
Giulio Cesare Baldigara (†14 de enero-8 de marzo de 1588) fue un arquitecto italiano que, junto con su hermano Ottavio Baldigara, sirvió al Imperio Habsburgo durante mucho tiempo. 

## Biografía

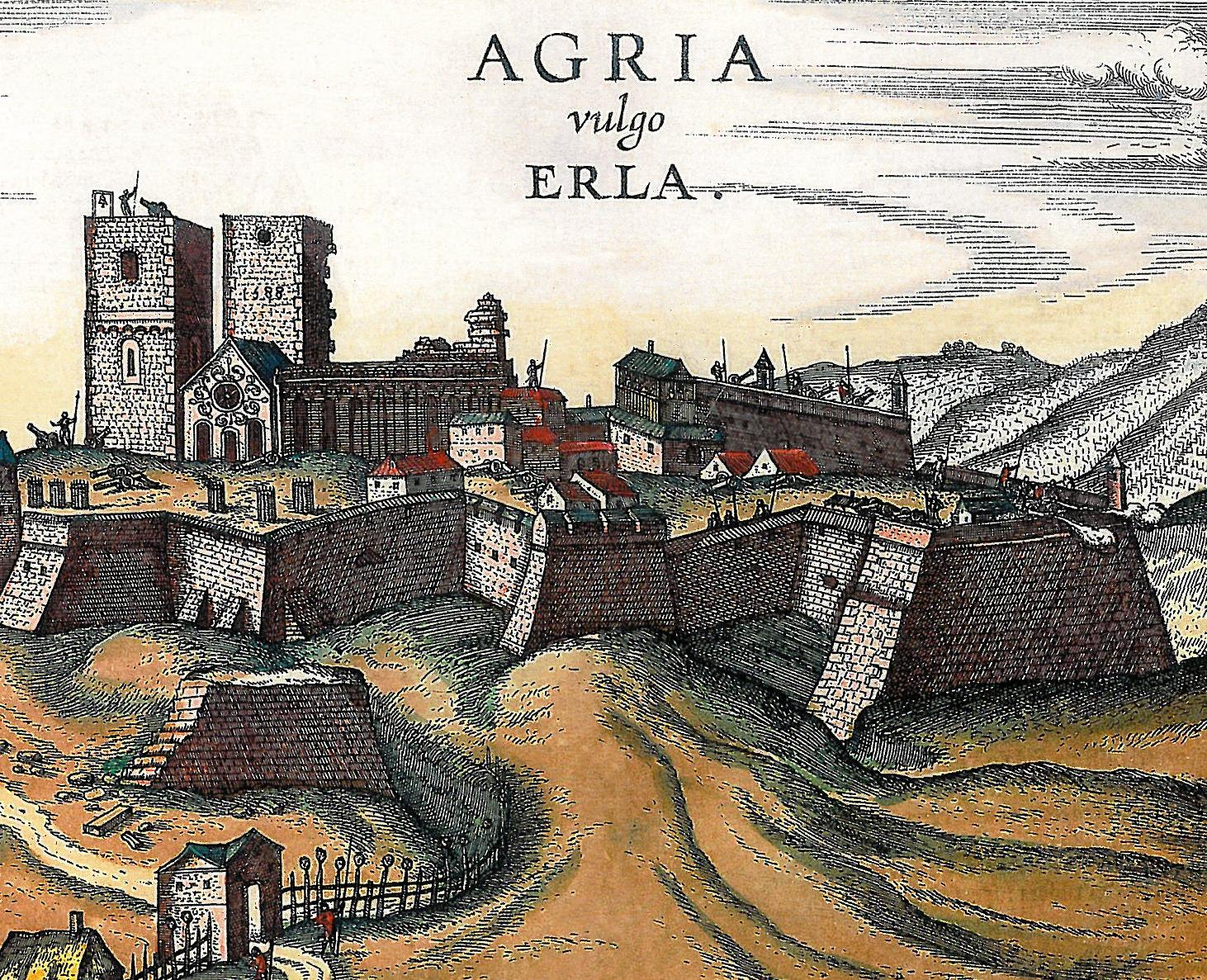
Joris Hoefnagel, Castillo de Eger,.

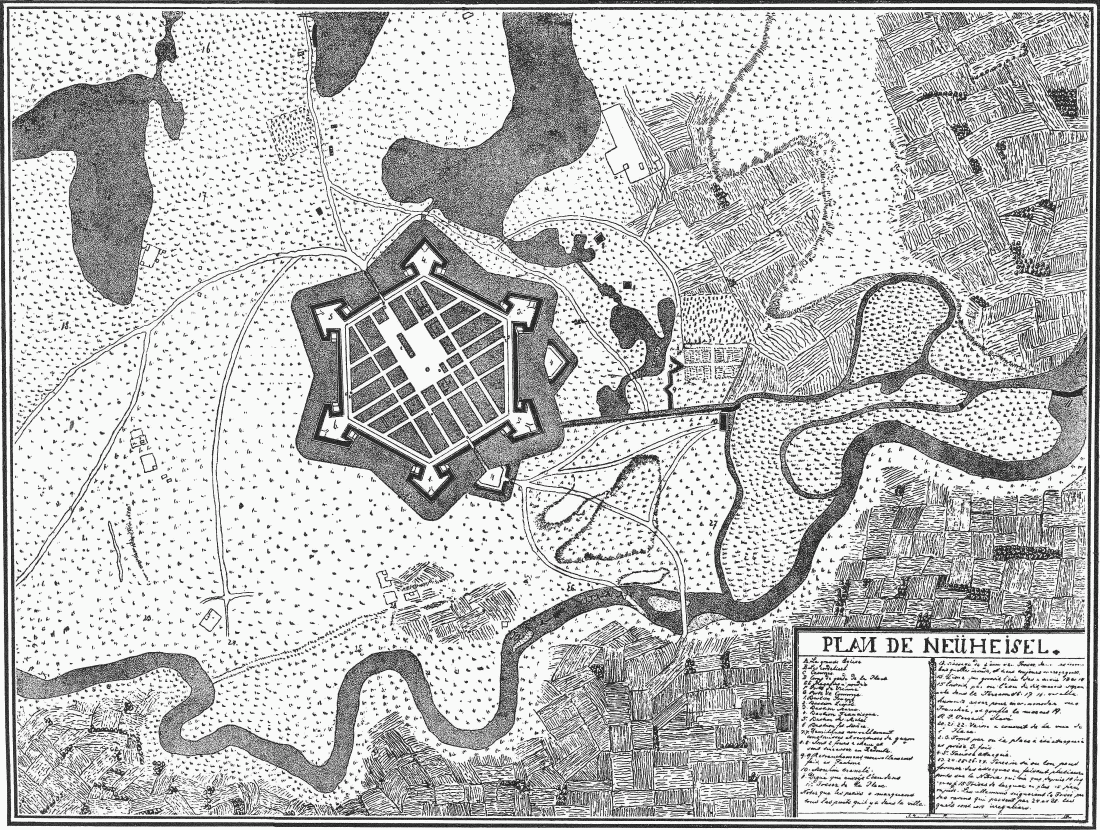
Castillo de Ersekújvár, diseñado por los hermanos Baldigara.

Se desconocen la fecha y el lugar de su nacimiento, pero su familia probablemente procedía de Trieste, una familia de constructores navales. En las fuentes se mencionan dos hermanos y una hermana. No hay datos disponibles sobre su esposa o número de hijos. Sin embargo, se registró el momento de su matrimonio, en Italia entre abril y junio de 1573.
En 1559 fue nombrado por el obispo de Nitra inspector de las fortificaciones de Budatin y Trenčín. En 1566 trabajó con su hermano Ottavio en la reconstrucción de los castillos de Satu Mare y Trenčín hasta 1573, y con su hermano Ottavio como superintendente, inspeccionó otras fortificaciones en Hungría.
En 1567, Baldigara ya había elaborado un plan para restaurar las murallas de Ersekújvár, y en 1571 la obra fue aprobada por el Hofkriegsrat. Más tarde, sin embargo, el emperador Maximiliano II de Habsburgo decidió que se debería construir una nueva fortaleza. La tarea de preparar este trabajo fue encomendada a Ottavio Baldigara, quien trabajó en estrecha colaboración con su hermano. Los planos también fueron aprobados por el Hofkriegsrat, y en 1580 comenzaron las obras bajo la dirección de Ottavio, a cuyo lado estuvo su hermano Gulio hasta 1583. En noviembre de 1585 regresó a las obras del castillo de Ersekújvár, y en mayo de 1587 visitó Eger. Su testamento lleva fecha del 14 de enero de 1588. Es probable que Gulio Baldigara haya muerto entre esa fecha y el 8 de marzo de 1588.

## Contribuciones más importantes en el reino de Hungría
Los castillos más importantes en los que trabajó en el reino de Hungría fueron Tokaj (1565), Eger (1568), Košice, Szendrő (inspección en febrero de 1569), Satu Mare , Ónod, Nagykálló (1573), Ersekújvár, Kisvárda (1580), Kisvárad y Krupina (1584).